# 2S25 Sprut-SD
2S25 Sprut-SD (ros. 2С25 «Спрут-СД») – rosyjski, lekki pływający niszczyciel czołgów przeznaczony dla wojsk powietrznodesantowych.

## Historia
Armia Czerwona w 1945 r. posiadała na swoim wyposażeniu ok. 9 000 czołgów lekkich. Nie zamierzano rezygnować z tego typu wyposażenia, gdyż dostrzegano jego możliwość wykorzystania w zakresie rozpoznania. Spośród skonstruowanych po wojnie w ZSRR czołgów lekkich do seryjnej produkcji skierowano tylko PT-76. Na początku lat 60. XX w. rozpoczęto prace nad jego następcą, ponieważ armata, w którą był uzbrojony, przestała spełniać wymagania. W Wołgogradzkiej Fabryce Traktorów powstały dwa prototypy: Obiekt 906 uzbrojony w armatę 85 mm oraz Obiekt 934 z armatą 100 mm. Te wprowadzone do produkcji seryjnej konstrukcje bojowych wozów piechoty BMP-1 i BMP-3 przejęły rolę, jaką miały odgrywać na polu bitwy czołgi lekkie. Pod koniec lat 60. XX w. powróciła koncepcja budowy niszczyciela czołgów, który uzupełniłby baterię dział holowanych. Prace nad przyszłymi armatami wstrzymano, ale projekt niszczyciela czołgów był kontynuowany. W drugiej połowie lat 80. XX w. zadanie skonstruowania takiego niszczyciela czołgów otrzymała Wołgogradzka Fabryka Traktorów. 
Na nośnik nowego pojazdu wybrano odrzucony wcześniej Obiekt 934, opracowany przez Gawłowa, którego prace kontynuował A. Szalin. Wieżę wzięto z testowanego w owym czasie samobieżnego armatomoździerza 2S31 Wena. Powstały pojazd został nazwany 2S25 Sprut-S. Kolejną modyfikacją było przestawienie w ramach unifikacji uzbrojenia, wybranej wieży na kadłub bojowego wozu piechoty BMD-3, okazało się jednak, że stalowa wieża jest za ciężka na wybrany kadłub, musiano zatem go wydłużyć, dodając dodatkowe dwie pary kół nośnych, i podwyższyć w celu zapewnienia wymaganej pływalności pojazdu. Wybranie jako nośnika zmodyfikowanego kadłuba pojazdu BMD-3 przeznaczonego dla wojsk powietrznodesantowych zmieniło przeznaczenie projektowanego niszczyciela czołgów, tym razem zamiast wspierać ogniem swojego działa pojazdy BMP-3, miał działać jako wóz przeznaczony do desantowania z powietrza, czyli obok wymagań stawianych czołgom lekkim (pływanie), musiał również być zdolny do transportu drogą powietrzną i zrzutu na spadochronie. Jednak z uwagi na jego rozmiary, wydawało się, że pojazd podzielił losy działa samobieżnego ASU-85, które również będąc przeznaczonym do wsparcia wojsk spadochronowych, okazało się za ciężkie i za duże do desantowania na spadochronie. Pomimo tego przyjęto je na uzbrojenie zakładając, że będzie dowożone samolotami An-22 i An-12 na wcześniej zdobyte lądowiska, rezygnując ze wsparcia działa podczas najważniejszego etapu operacji desantowej, jakim jest lądowanie. Koniec lat 80 XX wieku to czas upadku Związku Radzieckiego; problemy z finansowaniem prac wstrzymały dalszy rozwój. Impulsem do kontynuowania prac były straty, jakie SZ FR poniosły w Czeczenii. W międzyczasie opracowano nowy system desantowania MKS-350 przy użyciu spadochronów, który mógł już sobie poradzić z wielkością 2S25, innym rozwiązaniem było desantowanie na platformie zrzucanej na minimalnej wysokości w locie poziomym. 12 czerwca 2007 roku dokonano pierwszego desantowania pojazdu przy użyciu spadochronów. Pojazd został przyjęty na uzbrojenie wojsk powietrznodesantowych FR w 2006 roku.
Konstruktorzy pracowali nad dalszym rozwinięciem pojazdu. Pierwszą opracowaną wersją był 2S25 Sprut-S, który ewoluował do postaci 2S25 Sprut-SDM1. Prototyp został zaprezentowany w 2015 r., w 2018 r. zaprezentowano jego wersję eksportową. Na targach Armia 2022 został zaprezentowany pojazd posiadający dodatkowe opancerzenie. Został on opracowany na podwoziu BMD-4 i dysponuje celownikiem Sosna-U, zachował zdolność pływania.

## Konstrukcja
Pojazd ma konstrukcję czołgową: z przodu centralnie umieszczone jest stanowisko kierowcy, za nim znajduje się przedział bojowy z wieżą, w którym miejsca zajmują dowódca (po prawej) i działonowy (po lewej), a za nim znajduje się przedział napędowy. Kadłub zespawany z płyt ze stopów aluminium chroni przed ostrzałem z broni kalibru 7,62 mm. Z przodu pojazd odporny jest na ostrzał pociskami przeciwpancernymi kalibru 12,7 mm. Układ jezdny składa się z siedmiu par kół nośnych z gumowymi bandażami, sześciu par rolek podtrzymujących gąsienice, kół napinających z przodu i napędowych z tyłu. Koła nośne mają zawieszenie hydropneumatyczne. Na gąsienice można nakładać polimerowe nakładki służące do jazdy po nawierzchni utwardzonej, takiej jak np. asfalt. Prześwit pojazdu zmieniany jest w przeciągu 10 sekund. W przedziale silnikowym umieszczono silnik wysokoprężny 2W-06-2S o mocy 357 kW/485 KM z turbosprężarką i Intercoolerem sprzężonym z hydrodynamiczną transmisją. Wóz posiada dwa pędniki wodne umożliwiające pływanie w wodzie, o prądzie nie przekraczającym 2,8 m/s.

## Uzbrojenie
Uzbrojenie główne stanowi armata 125 mm 2A75, stabilizowana elektrohydraulicznie, zaopatrzona w przedmuchiwacz i osłony termoizolacyjne. Aby dostosować działo do użycia z wykorzystanego nadwozia zmniejszono jego masę o 150 kg oraz wydłużono długość odrzutu lufy z 350 mm do 740 mm. Armata może strzelać wszystkimi pociskami kalibru 125 mm jak również przeciwpancernymi pociskami kierowanymi 9K119 Refleks. Armata porusza się w płaszczyźnie pionowej od -5° do +15° gdy jest zwrócona do przodu i od -3° do +17° gdy skierowana jest do tyłu. Szybkostrzelność armaty wynosi 8 strzałów na minutę, działo współpracuje z automatem ładowniczym podobnym konstrukcyjnie do zastosowanego w T-72, jednostka ognia liczy 40 pocisków. Armata umieszczona jest w wieży w całości spawanej z płaskich arkuszy blachy. Przednie płyty nachylone są pod dużym kątem. Z przodu wieży po prawej stronie armaty montowany jest laserowy znacznik celów PL-1. Z lewej strony znajduje się otwór strzelniczy dla karabinu 7,62 mm PKTM, którego zapas nabojów wynosi 2000 sztuk. Z prawej strony wieży siedzi dowódca a z lewej działonowy, dowódca ma również możliwość samodzielnego celowania i oddawania strzałów, do jego dyspozycji przeznaczony jest przyrząd obserwacyjno-celowniczy 1K13-3S o maksymalnie ośmiokrotnym powiększeniu. Urządzenie posiada nocny kanał pasywny umożliwiający wykrycie celu z odległości 800 metrów. Działonowy posiada urządzenie TO1-KO-1 z nocnym celownikiem TNP-4 o zasięgu 1200 metrów.